# Другий білль про права
Другий білль про права являє собою список прав, який було запропоновано Президентом Сполучених Штатів Франкліном Делано Рузвельтом під час його промови про справи країни від 11 січня 1944 року. У своїй промові Рузвельт запропонував, щоб нація визнала і повинна зараз запровадити другий "білль про права." Аргументом Рузвельта було те, що "політичні права", які гарантовані Конституцією США та Біллем про права, "виявилося недостатньо, щоб запевнити нас у рівності в досягненні щастя." Його рішенням було оголосити "економічний білль про права", що гарантує вісім особливих прав:
- Зайнятості (право на працю)
- Їжу, одяг, відпочинок за прибуток достатній для їх підтримання
- Права фермерів на справедливий дохід
- Свободу від недобросовісної конкуренції і монополії
- Житло
- Медичної допомоги
- Соціальне забезпечення
- Освіту

Рузвельт заявив, що наявність таких прав буде гарантувати безпеку Америки, і що місце США у світі залежить від того, наскільки права буде застосовано на практиці.

## Передумови
Напередодні Другої Світової війни, США пережила Велику депресію, після Біржового краху на Уолл-Стріт 1929 року. Вибори Рузвельта наприкінці 1932 року були засновані на зобов'язанні реформувати економіку і суспільство за допомогою програми "Нового Курсу". Першою ознакою слідування державою забезпечення гарантій соціальних і економічних прав стала очевидною в промові до Клубу Співдружності від 23 вересня 1932 року, під час своєї передвиборної кампанії. Промова була написана А. А. Берле, професором корпоративного права  Колумбійського університету. У ключовому абзаці йшлося про наступне:
Завданням уряду по відношенню до бізнесу, на мій погляд, є допомагати у розвитку економічного ствердження прав, економічного конституційного порядку. Це основне завдання урядовця та бізнесмена. Це мінімальна вимога більш стабільного, безпечного стану справ.

Протягом свого президентства Рузвельт постійно повертався до тієї самої теми з ходом Нового Курсу. Крім того, в Атлантичній Хартії було досягнуто зобов'язання, в процесі того як союзники думали про те, щоб "досягти миру" після перемоги у Другій Світовій війні.

## Промова Рузвельта
Під час промови Рузвельта від 11 січня 1944 до Конгресу США про стан справ в країні, він сказав наступне:
Відтепер це наш обов'язок почати розробляти плани і визначити стратегії досягнення довготривалого миру і запровадження американського стандарту життя, що був би вищим ніж будь-коли. Ми не можемо бути задоволені, незважаючи на те наскільки високим є цей стандарт, якщо хоча б якась частка нашого народу, чи одна третя, чи одна п'ята чи одна десята--ненагодовані, неодягнені і незахищені.
 
 Держава мала свій початок і досягла своєї сьогоднішньої сили перебуваючи під захистом певних непорушних політичних прав -- серед них свобода слова, свобода преси, свобода віросповідань, суд присяжних, свобода від необгрунтованих обшуків та затримань. Це були наші права на життя та свободу.
 
 Однак з тим як наша нація збільшувалась в розмірі та в величі, з тим як розширювалась наша промислова економіка -- цих прав виявилось недостатньо, щоб забезпечити нам рівність у досягненні щастя.
 
 Ми прийшли до ясного розуміння того факту, що істинна свобода особистості не може існувати без економічної захищеності та незалежності. "Нужденні люди -- невільні люди". Голодні та безробітні люди це те, з чого зроблені диктатури.
 
 В наші дні, ці економічні істини прийняті за належне. Ми прийняли, так би мовити, Другий білль про права, який є новою основою для захисту та процвітання для всіх -- незважаючи на статус, расу чи віру.
 
 Серед них такі:
 -право на потрібну та високооплачувану роботу у промислових галузях чи крамницях, чи фермах, чи шахтах нації;
 -право заробляти достатньо, щоб забезпечити необхідні їжу, одяг та відпочинок;
 -право кожного фермера вирощувати та продавати свої продукти з прибутком, що забезпечить йому та його родині гідне життя;
 -право кожного бізнесмена, великого чи малого, торгувати в атмосфері свободи від несправедливої конкуренції та монополії вдома чи за кордоном;
 -право кожної родини на гідне житло;
 -право на необхідний медичний догляд і можливість досягти та мати задоволення від міцного здоров'я;
 -Право на необхідний захист від економічних страхів через похилий вік, хворобу, нещасний випадок та безробіття;
 -право на гарну освіту.
 
 Всі ці права забезпечують захист. І після того як перемога в цій війні здобута, ми маємо бути готові рухатись вперед, застосуванням цих прав та досягненням нових цілей на шляху людського щастя та добробуту.
 
 Місце Америки у світі залежить великою мірою від того наскільки повно ці та подібні права застосовані на практиці для всіх наших громадян. Тому що допоки немає захисту вдома не може бути тривалого миру в світі.

## Значення
Рузвельт бачив економічний білль про права як щось, що мало, принаймні, спочатку здійснюватися на основі законодавства, але це не виключало ні розвиток конституційної юрисдикції Верховним судом США ні поправок до Конституції США. Модель Рузвельта передбачала, що федеральний уряд буде грати провідну роль, але це не заважатиме штатам поліпшувати свої законодавчі або конституційні рамки, за межами встановленого федерального мінімуму. Велика частина основ була закладена до і під час Нового Курсу, але залишилося багато невиконаних прагнень Білля про права. У міжнародному контексті, ті самі економічні і соціальні права були записані в Загальної декларації прав людини в 1948 році.
У федеральному законодавстві, ключові моменти у праві на корисну та оплачувану роботу, включали Закон про національні трудові відносини 1935 р. і Закон про справедливі трудові стандарти 1938 року. Після війни був прийнятий Закон про зайнятість 1946 року, який створив завдання для уряду щодо ліквідації безробіття і Закон про громадянські права 1964 року, який забороняв необґрунтовану дискримінацію на робочому місці та в доступі до державних і приватних послуг. Вони залишились одними з ключових елементів американського трудового права. Права на харчування та справедливу заробітну плату в сільськогосподарському секторі були затверджені численними законами про сільське господарство США. Право на свободу від недобросовісної конкуренції, в першу чергу, розглядалися як досяжні за допомогою Федеральної торгової комісії та виконанням Департаментом юстиції Закону Шермана 1890 р. і Закону Клейтона 1914 року, з деякими незначними подальшими поправками. Найбільш значна програма змін відбулася за рахунок Великого суспільства Ліндона Джонсона. Право на житло було розроблене в рамках політики субсидій та урядової забудови за Законом про житло та містобудування 1965 року. Право на охорону здоров'я було частково покращено Законом про соціальне забезпечення 1965 року і зовсім нещодавно Законом про захист пацієнтів та доступної медицини 2010 року. У Законі про соціальне забезпечення 1935 р. були закладені основи для захисту від страху старості, хвороби, нещасного випадку та безробіття. Право на гідну освіту сформувалася в значній мірі юрисдикцією Верховного Суду, та керування навчальними закладами було залишене на розсуд штатів, зокрема в рамках судового процесу Браун протиРади освіти. Законодавчі основи, розроблені в рамках Закону про початкову та середню освіту 1965 року, і у вищій освіті, заходи поліпшення почалися з федеральної допомоги та регулювання в Законі про вищу освіту від 1965 року.
Пізніше в 1970-х роках, чеський юрист Карел Васак охарактеризував ці права як права "другого покоління" у своїй теорії трьох поколінь прав людини.

## Знайдені кадри

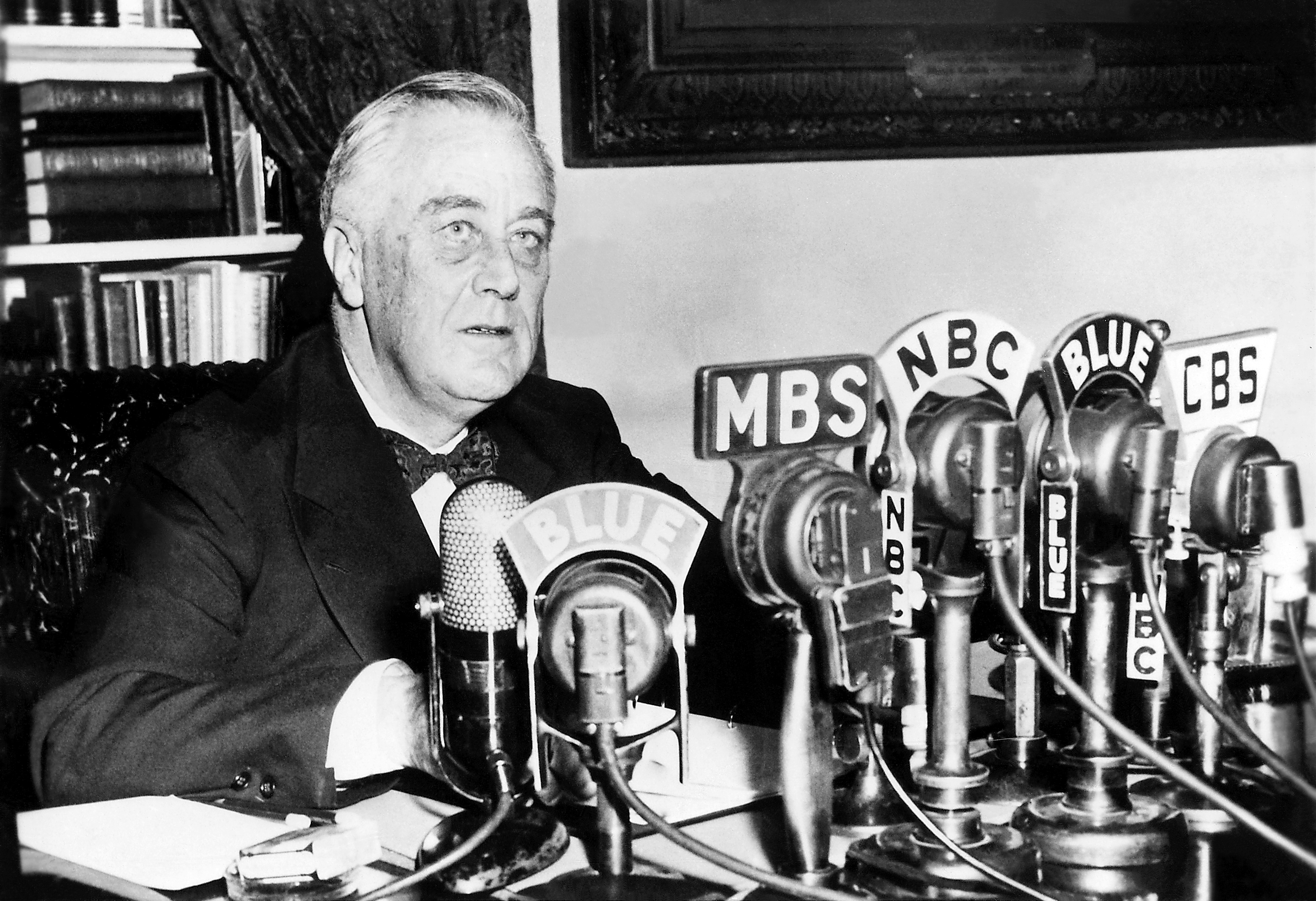
Бесіда про стан справ країни (11 січня 1944 року)

Рузвельт виголосив промову про стан справ країни 11 січня на розсуд громадськості по радіо, в рамках бесіди з Білого дому:
Сьогодні я надіслав своє щорічне Послання до Конгресу, як того вимагає Конституція. Це був мій звичай, виголошувати ці Щорічні Послання особисто, і вони були радіозверненням до нації. Я продовжу цю традицію в цьому році. Але, як і в багатьох інших людей, в мене був грип, і хоча я практично видужав, мій лікар просто не дасть мені покинути Білий дім, щоб піднятися на Капітолій. Лише деякі з газет Сполучених Штатів можуть друкувати повідомлення в повному обсязі, і я хочу, щоб американський народ отримав можливість почути те, що я рекомендував Конгресу на цей доленосний рік в нашій історії — і про причини цих рекомендацій. Ось що я сказав ...
Він попросив, щоб камери зафільмували останню частину промови, про другий білль про права. Ці кадри вважалися втраченими, поки їх не виявив в 2008 році в Південній Кароліні Майкл Мур під час пошуків матеріалу для фільму Капіталізм: Історія кохання. на кадрах видно промову Рузвельта про Другий білль права в повному обсязі, а також кадр восьми прав надруковані на аркуші паперу.

## Зовнішні посилання
- Audio recording of the speech on Youtube [Архівовано 22 січня 2017 у Wayback Machine.]
- FDR's Unfinished "Second Bill of Rights" – and Why We Need it Now